# جول فيري

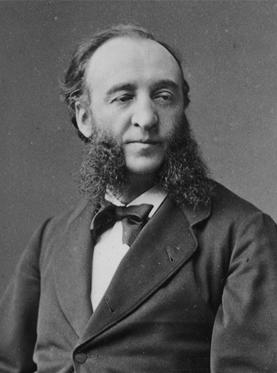
تصغيرnail

جول فاري (بالفرنسية Jules François Camille Ferry) سياسي فرنسي وهو وزير فرنسي ولد في 5 أبريل 1832 وتوفي سنة 1893 في 17 مارس.
ولد جول فيري في 5 أفريل 1832 وتوفي يوم 17 مارس 1893، وبرغم عديد إنجازاته خاصة منها التربوية في عهد الجمهورية الثالثة إلا أنه كان من أشد أنصار الحركة التوسعية الفرنسية ويتبنى مقولة أن الأجناس أو الشعوب السامية تتمتع بواجب الوصاية والرعاية للشعوب البدائية المستعمرة، وبأن الشعوب الأولى تضطلع بدور تحضير وتأهيل الشعوب الثانية، فمقولة «حرية، مساواة، أخوة»لم تنشأ ولا تصلح للشعوب المولى عليه.

تقلد منصب عمدة باريس لمدة 6 أشهر ونصف.

## روابط خارجية
- جول فيري على موقع الموسوعة البريطانية (الإنجليزية)